# Miroslav Tulis
Miroslav Tulis (ur. 23 stycznia 1951 w Šumperku) – czeski lekkoatleta, sprinter, medalista mistrzostw Europy w 1978. W czasie swojej kariery reprezentował Czechosłowację.
Specjalizował się w biegu na 400 metrów. Zajął 6. miejsce w biegu na 200 metrów i odpadł w eliminacjach biegu na 400 metrów na mistrzostwach Europy juniorów w 1970 w Paryżu.
Odpadł w półfinale biegu na 400 metrów na mistrzostwach Europy w 1971 w Helsinkach, a także w eliminacjach tej konkurencji na halowych mistrzostwach Europy w 1973 w Rotterdamie. Na mistrzostwach Europy w 1974 w Rzymie odpadł w eliminacjach sztafety 4 × 400 metrów
Zdobył brązowy medal w sztafecie 4 × 400 metrów (która biegła w składzie: Josef Lomický, František Břečka, Tulis i Karel Kolář) na mistrzostwach Europy w 1978 w Pradze, a w biegu na 400 metrów odpadł w półfinale.
Był mistrzem Czechosłowacji w biegu na 400 metrów i w sztafecie 4 × 400 metrów w latach 1971, 1972, 1974 i 1977, a także wicemistrzem w biegu na 400 metrów w 1978. W hali był mistrzem Czechosłowacji w biegu na 300 metrów w 1974.
Czterokrotnie poprawiał rekord Czechosłowacji biegu na 400  metrów do czasu 46,33 s, uzyskanego 27 sierpnia 1977 w Ostrawie i dwukrotnie w sztafecie 4 × 400 metrów do wyniku 3:03,99 z 3 września 1978 w Pradze. Ten czas sztafety był rekordem Czech do 1997.